# Haemaphysalis anomaloceraea
Haemaphysalis anomaloceraea är en fästingart som beskrevs av Teng 1984. Haemaphysalis anomaloceraea ingår i släktet Haemaphysalis och familjen hårda fästingar. Inga underarter finns listade i Catalogue of Life.